# Maphrian
Maphrian (ab 11. Jh.), auch: „Metropolit/Katholikos des Ostens“ (ab 6. Jh.), war der Titel des Oberhaupts der syrisch-orthodoxen, „jakobitischen“ Kirche im Gebiet des (ehemaligen) Perserreichs der Sasaniden. Die „anti-nestorianische“ Kirche der Jakobiten war dabei in Mesopotamien (Irak) hauptsächlich in der Gegend um Tikrit und Mossul vertreten. Heute wird der Titel in seiner griechischen Form „Katholikos“ von den zwei Oberhäuptern der syrisch-orthodoxen Thomaschristen in Indien getragen. 

## Geschichte
Organisatorisch gab es bis ins 7. Jahrhundert eine Trennung zwischen dem westlichen und östlichen Teil der syrisch-orthodoxen Kirche, gemäß der Konkurrenz zwischen dem oströmischen Reich und dem Perserreich. Erst die arabische Eroberung von Palästina und Mesopotamien (630er Jahre) führten die Jakobiten auf Grund ihrer monophysitischen beziehungsweise diplophysitischen Anschauungen zur Christuslehre zusammen; der Maphrian wurde zum Stellvertreter des syrisch-orthodoxen Patriarchen für den Osten. Er sollte von den östlichen Bischöfen gewählt werden, aber aus dem Westen stammen. Von der einstigen Selbständigkeit blieb mit der Zeit „Maphrian“ nur als Ehrentitel erhalten. 
Residenz des Maphrians war bis 1089 Tikrit, danach Mossul, schließlich das Kloster Mar Mattai (bei Mossul). 
Im 20. Jahrhundert wurde der Mitte des 19. Jahrhunderts erloschene Titel des Maphrian für die Thomaschristen in Indien wiederbelebt. Innerhalb der syrisch-orthodoxen Kirche wird er an den „Katholikos von Indien“ vergeben, während das Oberhaupt der „Indischen Orthodoxen Kirche“ sich als „Katholikos des Ostens“ bezeichnet.

## Bedeutende Maphrian
- Gregorius Bar-Hebraeus (1264–1286)
- Markus bar Qiqi († 1016)